# Defraggler
Defraggler est un gratuiciel (freeware) de défragmentation, développé par Piriform. Il fonctionne sur le système d'exploitation Windows, dont il inclut le support des versions 32 et 64 bits.
Defraggler peut défragmenter des fichiers individuels, des groupes de fichiers, ou l'espace libre sur n'importe quelle partition FAT32 ou NTFS. Il affiche aussi l'emplacement de ces fichiers sur une carte de la partition. Defraggler est aussi une application portable qui peut être utilisé depuis une clé USB. Il permet également d'avoir des informations sur la santé de son disque dur via le S.M.A.R.T..
Il ne peut toutefois pas assurer la défragmentation ou l'optimisation de la MFT, un fichier lié au format NTFS qui peut rapidement devenir très volumineux sur un disque dur fortement sollicité.